# 1960 na Alemanha
Esta é uma cronologia dos fatos acontecimentos de ano 1960 na Alemanha.

## Eventos
- 23 de janeiro: Walter Ulbricht, do SED, propõe um referendo sobre o desarmamento, um tratado de paz e uma convergência dos estados alemães em  uma carta ao chanceler federal Konrad Adenauer, do CDU.[1]
- 10 de fevereiro: O Conselho Nacional de Defesa da Alemanha Oriental é criado.[2]
- 12 de setembro: Walter Ulbricht, do SED, torna-se o presidente do Conselho de Estado da Alemanha Oriental cinco dias depois da morte de Wilhelm Pieck.[1][2]